# باد لائر
باد لائر (به آلمانی: Bad Laer) یک شهر در آلمان است که در اوسنابروک واقع شده‌است. باد لائر ۹٬۲۴۲ نفر جمعیت دارد.